# Bradyscela
Bradyscela är ett släkte av hjuldjur. Bradyscela ingår i familjen Adinetidae.
Kladogram enligt Catalogue of Life:
| Bradyscela | \| \| Bradyscela clauda \| \| \| \| \| \| Bradyscela granulosa \| \| \| \| |
|            | \| \| Bradyscela clauda \| \| \| \| \| \| Bradyscela granulosa \| \| \| \| |
|            | Adineta                                                                    |
|            |                                                                            |
|            | Bradyscela clauda                                                          |
|            |                                                                            |
|            | Bradyscela granulosa                                                       |
|            |                                                                            |

|  | Bradyscela clauda    |
|  |                      |
|  | Bradyscela granulosa |
|  |                      |